# Fédération du Honduras de football
La Fédération du Honduras de football (Federación Nacional Autónoma de Fútbol de Honduras (es) FENAFUTH) est une association regroupant les clubs de football du Honduras et organisant les compétitions nationales (notamment le Championnat de première division) et les matchs internationaux de la sélection du Honduras.
Cette autorité autonome d'organisation du football au Honduras est fondée le 8 décembre 1951, sous l'appellation officielle FNDEH (Federación nacional deportiva extraescolar de Honduras). Elle est affiliée dès sa création à la FIFA et à l'UNCAF depuis 1951. Elle devient membre de la CONCACAF dès la création de cette dernière en 1961.